# Luis Boleslao Balbino
Luis Boleslao Balbino (1611-1694) fue un jesuita e historiador  de Checoslovaquia.

## Biografía
Balbino nació en Königgrätz (Hradec Králové), Bohemia, en 1611, y fue un escritor muy esforzado y buen creador, y son obras suyas dos sobre Bohemia, y compuso además trabajos de poesías.
En el segundo libro sobre Bohemia trata de lo siguiente, en 10 tomos: el primero examina su historia natural, el segundo de sus habitantes, el tercero de sus límites, el cuarto de las biografías de los santos de Bohemia, en el quinto de las parroquias, en el sexto de los arzobispos de Praga, el séptimo de los reyes y duques de Bohemia, en el octavo provee de documentos, el noveno y el décimo abarcan las genealogías de aquel reino.
Todo lo elaborado por Balbino, según Drouet es preciso y cavilado, y esta obra es suficiente para cultivar la historia del Reino de Bohemia, Boiohemum en latín, gran región de Europa, cuyo reino formaba cuatro provincias: Bohemia propiamente dicha, Moravia, Lusacia y Silesia, y debe su denominación a los "boii" nación gala que se fijó en 589 a. C. en época de Sigoveso, sacados de allí bajo el reinado del emperador Augusto por los marcomanos, los cuales fueron también sojuzgados en el siglo VII por los tchekes, pueblo eslavo acaudillado por Samo, quienes establecieron distintas repúblicas o estados, la primordial fue Praga, todos fusionados en uno en el siglo VIII en tiempo de un jerarca llamado Croc.

## Obras
- Epitome historicum rereum bohemiarum, Praga, 1677, en folio.
- Historia de Bohemia, en latín, 1679-87, 10 tomos en folio.
- Poemas latinos.